# Gelenau (Kamenz)

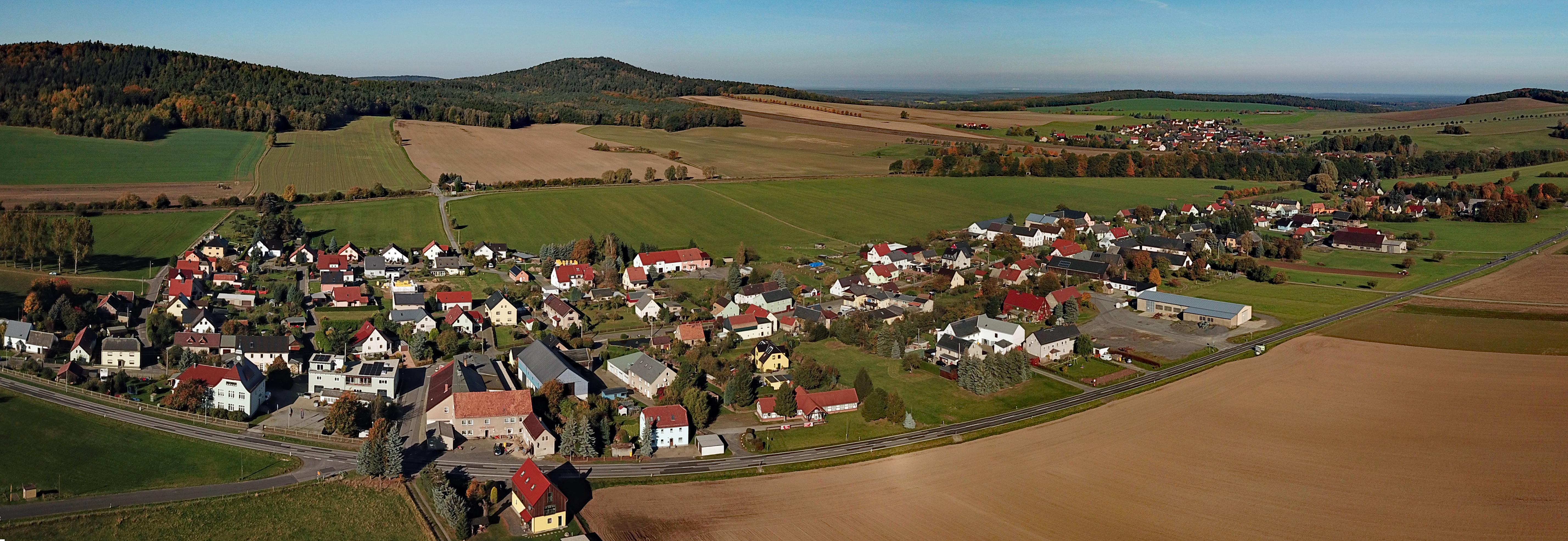
Gelenau aus der Luft (Panorama)

Gelenau ist ein Dorf im sächsischen Landkreis Bautzen. In Gelenau leben etwa 330 Einwohner. Gelenau bildet zusammen mit den Nachbardörfern Lückersdorf und Hennersdorf den Ortsteil Lückersdorf-Gelenau.

## Vereine
In Gelenau gibt es den Feuerschutz- und Heimatverein und die SG Lückersdorf-Gelenau. Beide Vereine organisieren das 2 Mal jährlich stattfindende und regional bekannte Musikfest „Musiktage Gelenau“.

## Sport
Die SG Lückersdorf-Gelenau ist ein Sportverein mit fünf Sektionen (Tischtennis, Kegeln, Radball, Volleyball und Gymnastik).
Die Jugendmannschaft der Sektion Kegeln war von 2016 bis 2019 Meister der höchsten sächsischen Liga der A Jugend - der Verbandsliga. Zwischen 2014 und 2019 wurden sie drei Mal Sächsischer Meister und partizipierten insgesamt vier Mal an den Deutschen Meisterschaften. Der größte Erfolg war bis dahin das Erreichen des 3. Platzes bei den Deutschen Meisterschaften in Ludwigshafen-Oggersheim im Jahre 2014.
Überregional erfolgreich ist außerdem die Abteilung Radball des Vereins. Im Jahr 2022 stieg die 1. Mannschaft in die 2. Radball-Bundesliga auf.
Außerdem wird jährlich am 3. Oktober ein Fußballspiel zwischen Gelenau und Lückersdorf ausgetragen.

## Söhne und Töchter des Ortes
- August Theodor Goebel (1829–1916), Drucker und Autor
- Julius Mißbach (1831–1896), Verleger, Druckereibesitzer und Heimatforscher

## Verkehr
Gelenau liegt an der Staatsstraße 95, welche zwischen der B 97 bei Hoyerswerda und der B 6 in Dresden verläuft, und nahe der Bahnstrecke Kamenz–Pirna.

## Sonstiges
Die drei Ortsteile Gelenau, Lückersdorf und Hennersdorf pflegen seit Jahren eine Partnerschaft zur Gemeinde Lonsheim in Rheinland-Pfalz.